# Weyermannshaus

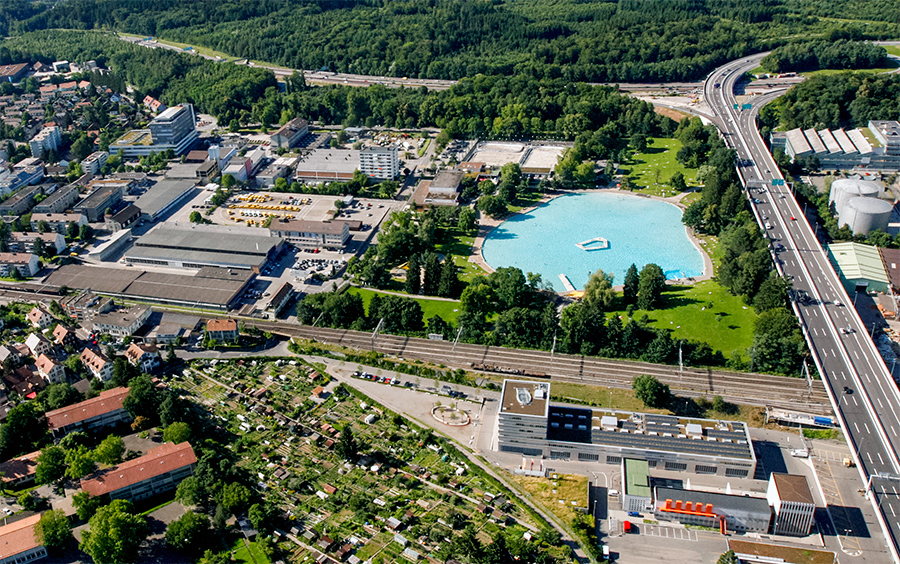
Das Weyermannshaus aus der Vogelperspektive

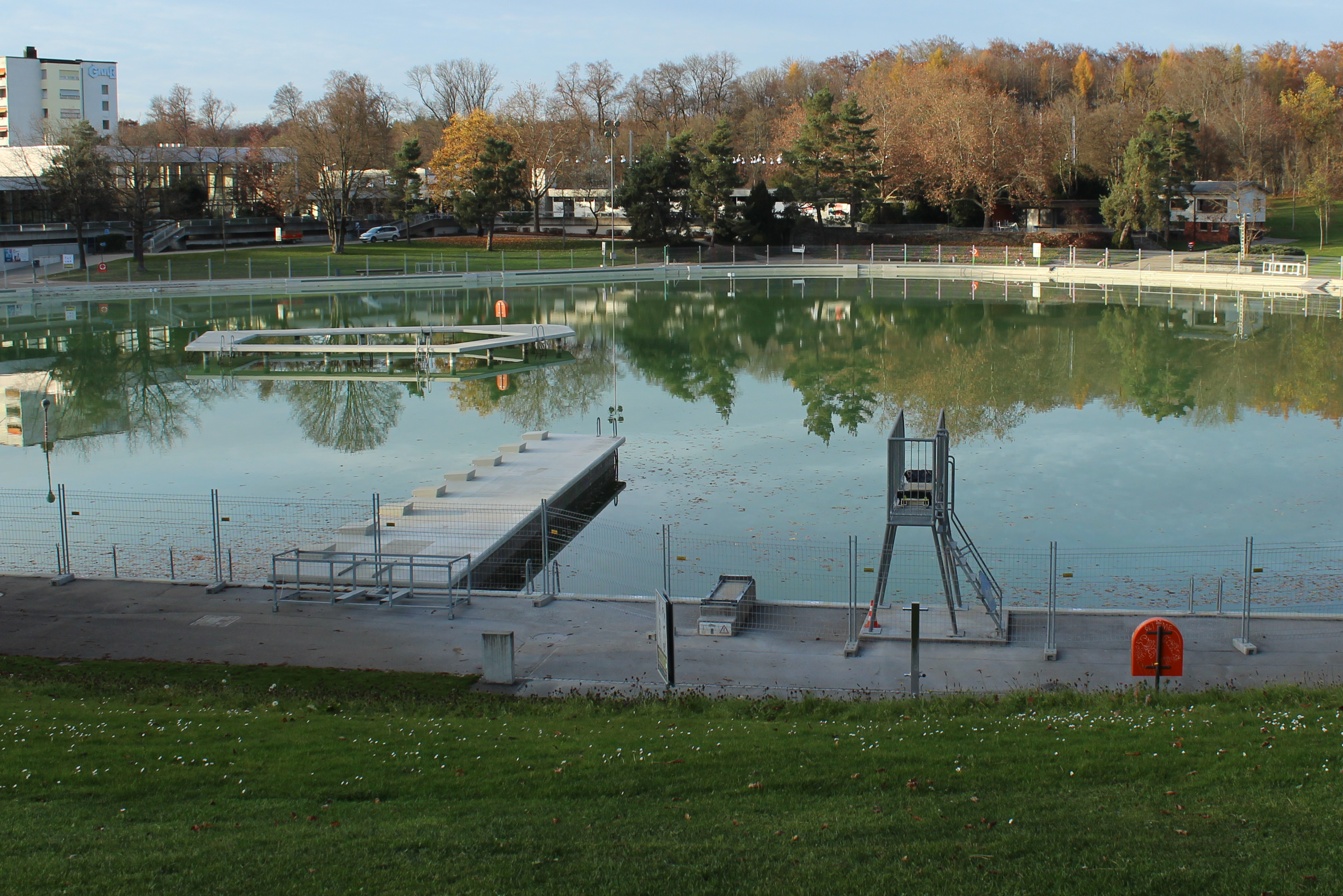
Schwimmbecken mit "Inseli"

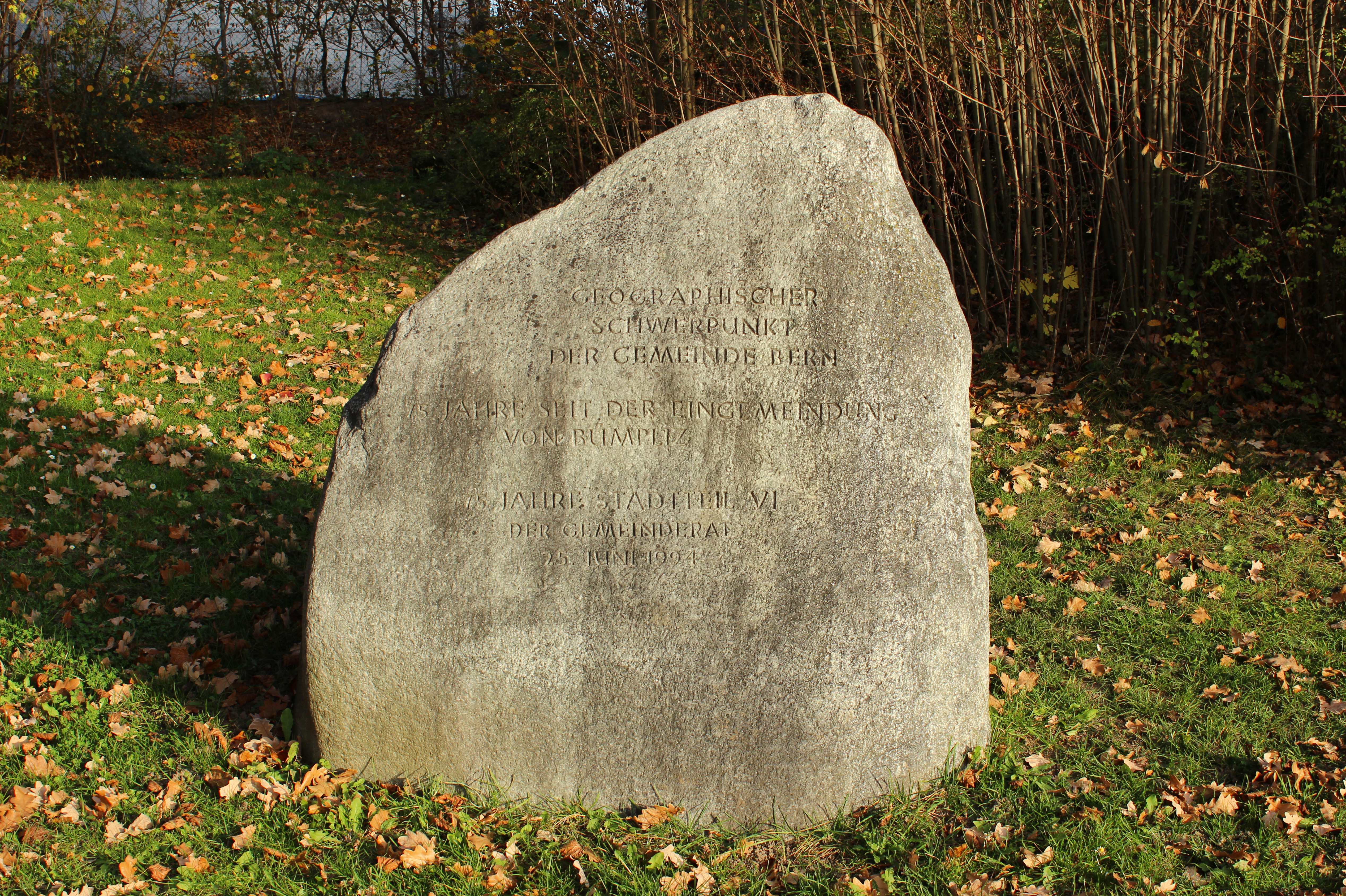
Gedenkstein 75 Jahre Eingemeindung Bümpliz am Ort des geografischen Schwerpunktes der Gemeinde Bern

Das Weyermannshaus, berndeutsche Koseform Weyerli („Weiherchen“), ist ein Freibad mit einem Hallenbad und einer Kunsteisbahn im Quartier Untermatt im Westen der Stadt Bern. Gemessen an der Wasserfläche des Hauptbeckens von 16'000 Quadratmetern und einem Umfang von 460 Metern, ist es das grösste Freibad der Schweiz, gemessen am Volumen von 25'000 Kubikmetern das grösste in Westeuropa. Auch ein Restaurant gehört dazu. Die Anlagen werden getrennt betrieben.

## Geografische Lage
Das Freibad Weyermannshaus zählt zu Bern-Bethlehem, genauer zum Quartier Untermatt. Historisch gesehen gehört es zum ehemaligen Gut Weyermannshaus, aus dem das heutige Industriegebiet gleichen Namens entstanden ist. Das Bad liegt direkt westlich am Autobahn-Viadukt „Weyermannshaus“ der A12, jenseits davon liegt besagtes Industriegebiet. Nördlich des Bads befindet sich der Bremgartenwald, westlich Berns Stadtteil VI und südlich das Quartier Stöckacker. Der geografische Schwerpunkt der Gemeinde Bern befindet sich gleich östlich des Hauptbeckens.

## Historische Entwicklung
Am 1. März 1235 gab Heinrich von Hohenstaufen Peter von Bubenberg, dem damaligen Schultheissen von Bern, einen „Weiher oder See etwas ausserhalb der Stadt“ („vivarium sive lacum nostrum situm ante civitatem“) zu Lehen. Über hundert Jahre später, am 14. August 1338, verkaufte die Stadt Bern wiederum dem amtierenden Schultheissen, Hans von Bubenberg, ein Stück Allmend gelegen zum „wyer von Bubenberg“. Es ist davon auszugehen, dass mit beidem der Weiher gemeint war, der in der heutigen Weyermannsregion lag. Der Name des Gutes dürfte sich vom Sitz des Verwalters dieses Gewässers herleiten: Das Haus des Weiher-Manns.
Im 16. Jahrhundert befanden sich an derselben Stelle drei Teiche, die durch künstliche Teilung des ursprünglichen Weihers entstanden, aber weiterhin miteinander verbunden waren. Diese drei Teiche dienten dem Fischfang, in dem sie im Dreijahresturnus trockengelegt wurden. 1620 wurde begonnen, die Teiche dauerhaft zu entwässern. Der ehemalige Grund der Teiche wurde danach landwirtschaftlich bewirtschaftet. Hiervon ausgenommen blieb der westliche Teil des westlichsten Weihers. Von 1908 bis 1910 wurde er als Badeanstalt – damals noch in natürlichem Zustand – eingerichtet.
Ein Ausbau zum städtischen Freibad erfolgte Ende der Fünfzigerjahre. So wurde der Rand des Beckens 1957 betoniert, und es entstanden unter der Leitung des Architekten Hans Beyeler diverse Gebäude: das Hauptgebäude mit Hauswart-Wohnung, ein Restaurant und einer von heute drei Garderobentrakten. 1970 folgten das Hallenbad und die Kunsteisbahn inklusive Garderoben, ein neues Restaurant und weitere Garderoben für das Freibad.

## Anlagen

### Freibad

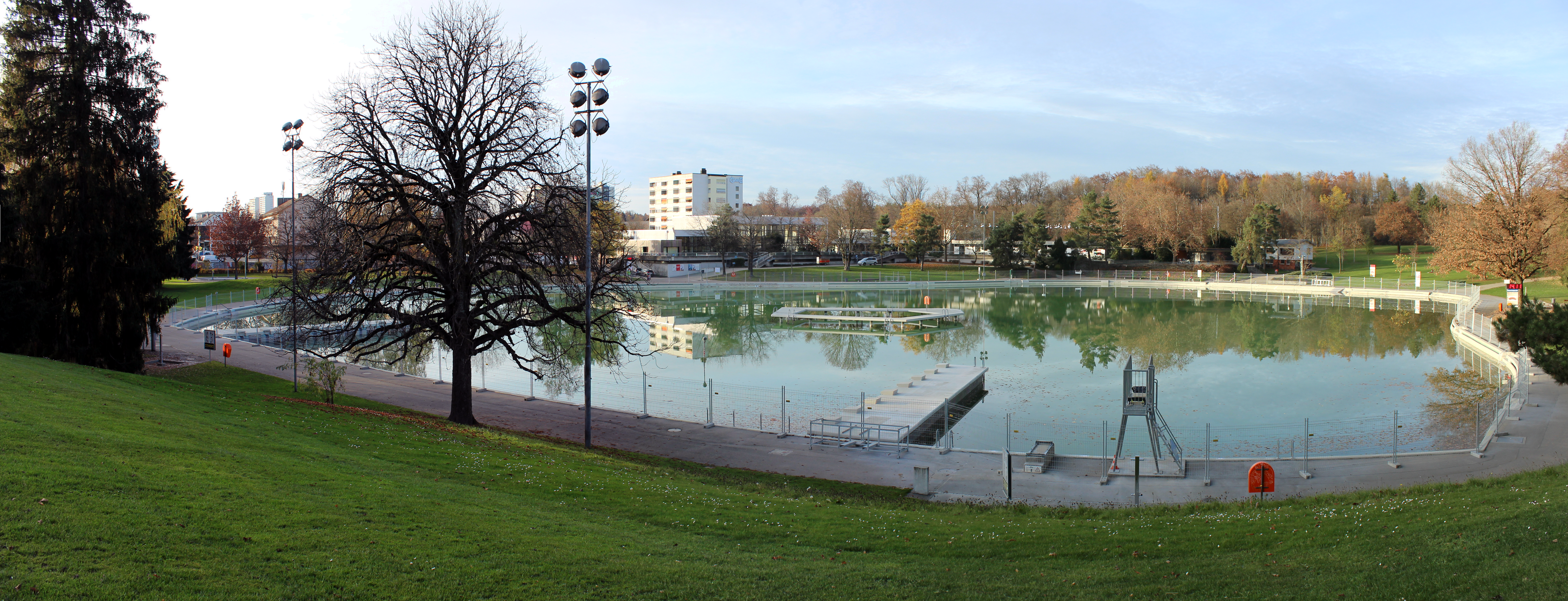
Das Hauptbecken des Weyermannshaus: Vorne die Schwimmbahnen und die Sprungbretter, hinten rechts der Kinderbereich, in der Mitte das Inseli

Zentrum des Freibads ist das Becken, mit einer Fläche von 16'000 Quadratmetern und einem Umfang von 460 Metern. Es ist umgeben von rund 32'000 Quadratmetern Rasenfläche, einem Kinderspielplatz, einem Sportfeld, Garderobenanlagen, drei Kleinkinderbecken, Tischtennistischen, einer Bocciabahn und einem Restaurant mit Satelliten-Kiosk. Zum Becken selbst gehört ein Bahnbereich mit acht Schwimmbahnen zu fünfzig Metern Länge, eine Sprunganlage mit einem Ein- sowie einem Drei-Meter-Sprungbrett und einem Kinderbereich mit verringerter Tiefe. Hervorstechendes Merkmal des Beckens ist die auf Säulen stehende Insel (das „Inseli“) in dessen Mitte.
Wie alle anderen Freibäder der Stadt Bern (mit Ausnahme der Ka-We-De) ist der Eintritt ins Freibad Weyermannshaus kostenlos.

### Hallenbad

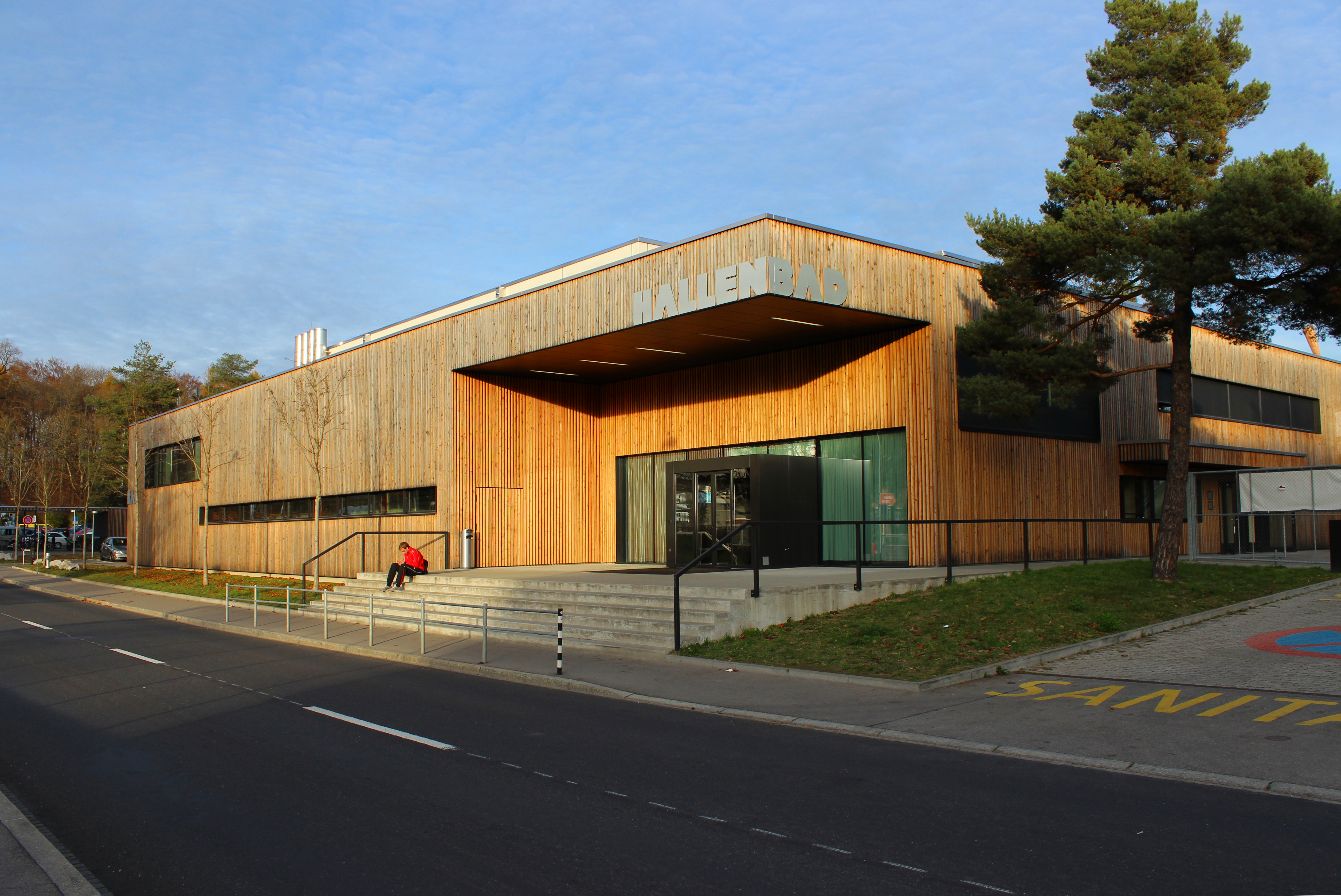
Der Eingang des Hallenbads

Das Hallenbad Weyermannshaus wurde 1970 mit einem Lehr- und einem Bahnen-Schwimmbecken (fünf Bahnen à 25 Meter), einem Ein- und einem Dreimetersprungbrett erbaut.
Von 1993 bis 1995 wurde die Schwimmbadtechnik saniert und in der Schwimmhalle das Becken sowie die Decke erneuert. Der Raum wurde hierbei den aktuellen Normen für Erdbebensicherheit angepasst.
Von 2010 bis 2011 wurde das Hallenbad für 9.8 Millionen Franken saniert und umgebaut: Der Eingangsbereich, die Garderoben und die Nasszonen wurden vollständig umgestaltet, wobei das ganze Gebäude behindertengerecht und rollstuhlgängig konzipiert wurde. Zudem erfüllt es die Vorgaben des Minergie-ECO-Standards. Das vorbestehende Solarium wurde aus gesundheitlichen Überlegungen entfernt, dafür ein Gymnastikraum integriert. Die Sauna, das Dampfbad und der Ruheraum wurden neu so eingerichtet, dass der Eintritt unabhängig vom eigentlichen Hallenbad möglich ist. Die bis zum Umbau strikt nach Geschlecht getrennten Garderoben und Duschkabinen wurden auch umkonzipiert, so dass neu eine gemischte Nutzung möglich ist.
Seit dem Frühling 2012 ist auch das Becken barrierefrei. Es verfügt über einen hydraulisch betriebenen Lift, mit dem sich behinderte Menschen selbständig ins Wasser begeben können.

### Eisbahn

#### Winternutzung

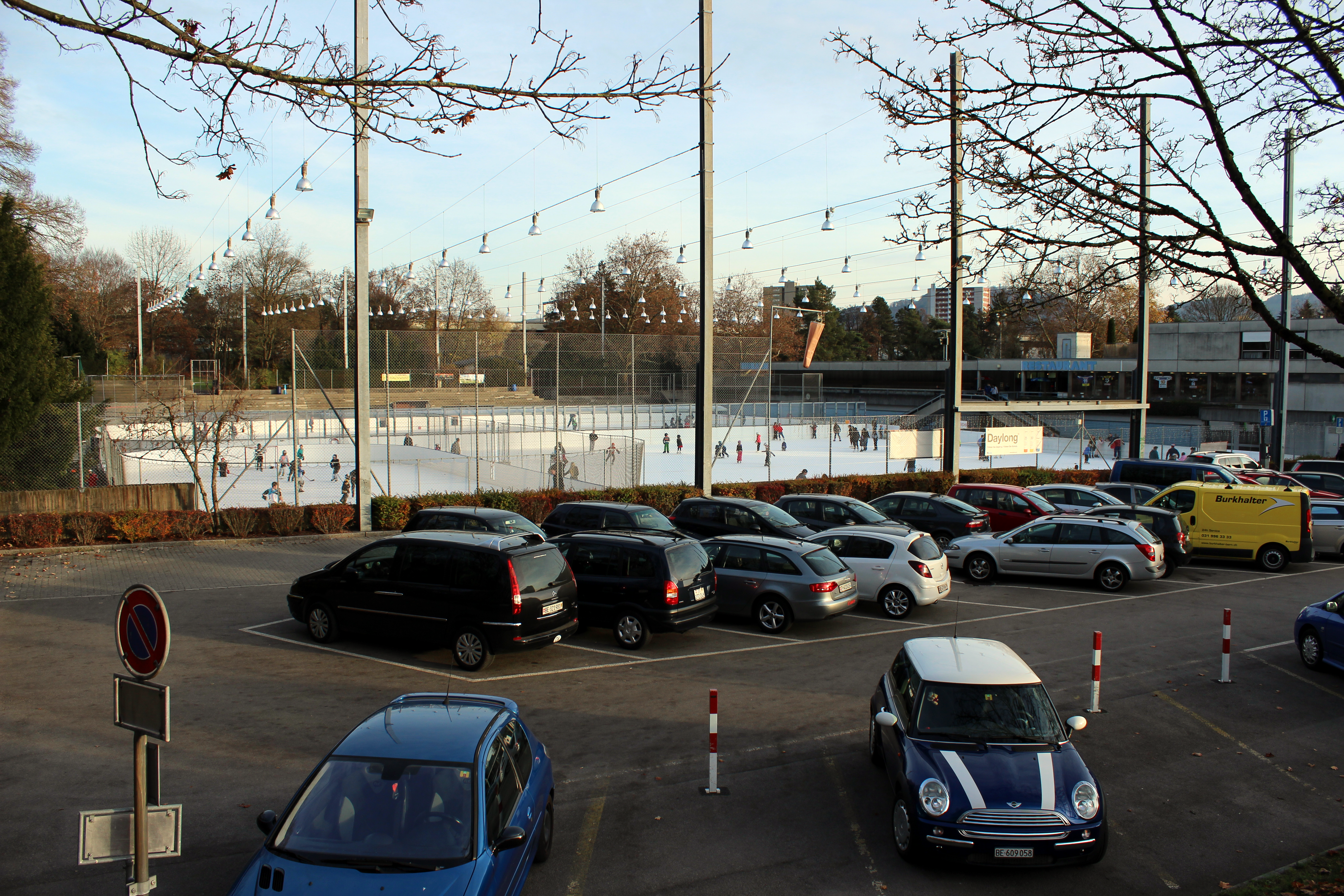
Die Eisbahn des Weyermannshauses, die im Sommer als Tennisplatz dient

Die Eisbahn mit einem Feld von 60 auf 75 Metern Fläche wurde zusammen mit dem Hallenbad erstellt. Das Feld kann mittels Banden unterteilt werden, in der Regel in zwei Eislauf- und ein Eishockeyfeld. Die Kunsteisbahn Weyermannshaus ist seit der Saison 1971/1972 die Heimstätte des EHC Rot-Blau Bern-Bümpliz und der SC Bern nutzt die Anlage für Nachwuchstrainings.
2014 war die Eisbahn Weyermannshaus die erste Eisbahn, die sogenannte Eisgleiter zur Verfügung stellte. Hierbei handelt es sich um eine Stahlplatte mit Kufen für Rollstühle, die es gehbehinderten Menschen ermöglicht, sich trotz Rollstuhl auf dem Eis fortzubewegen. Erfunden wurde der Eisgleiter vom ehemaligen deutschen Rennrodler Hans Rinn.
Oberhalb des Schwimmbades wird im Winter zwischen Dezember und Februar das 'kleinste Skigebiet von Bern' betrieben. Die Piste wird aus Abriebmaterial der Kunsteisbahn präpariert und mit einem Zauberteppich erschlossen.

#### Sommernutzung
In den Jahren nach der Neuerstellung der Eisbahn wurde diese im Sommer aus Platzgründen zuerst als Parkplatz zweckentfremdet. In späteren Jahren kamen alternative Nutzungen hinzu: Die meiste Zeit diente die Anlage als Tennisplatz, später auch als Beachsoccer-Feld. 2013 gab der Gemeinderat der Stadt Bern bekannt, dass eine Sommernutzung aufgrund des schlechten Zustands der Betonpiste nicht länger in Frage komme und der Platz dringend saniert werden müsse. Die Kühlrohre sind alt und brüchig. Eine Sanierung ist für 2017 vorgesehen.

## Erschliessung

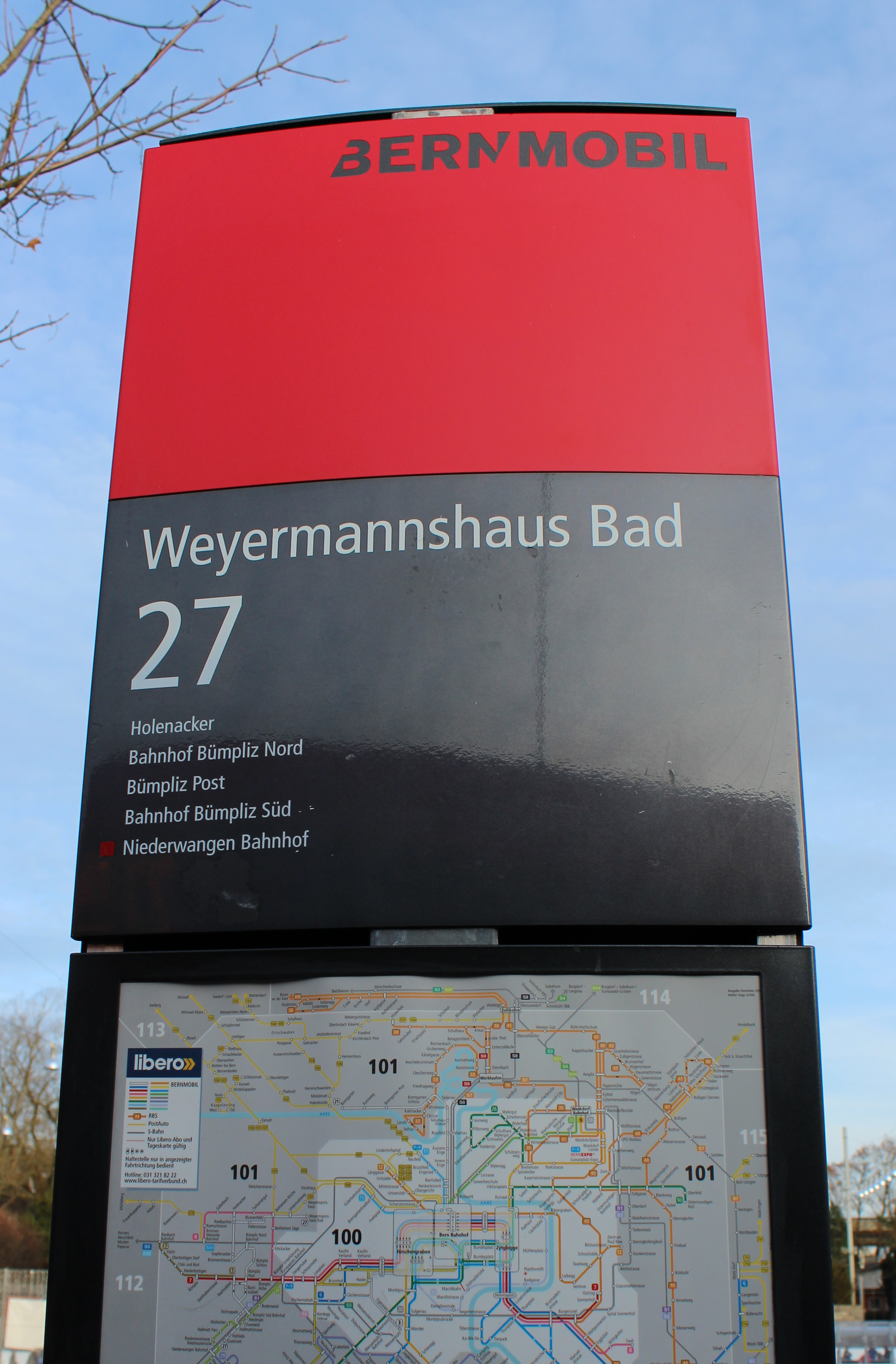
Haltestellenschild der Bus-Linie 27, die das Weyermannshaus mit Niederwangen verbindet

Das Weyermannshaus ist gut erschlossen. Es liegt in der Nähe der Autobahnausfahrten Bern-Forsthaus sowie Bern-Bethlehem und ist über mehrere öffentliche Verkehrsmittel erreichbar: Nordöstlich des Bades liegt die Postauto-Haltestelle Weyermannshaus, nordwestlich die Bus-Haltestelle Weyermannshaus Bad, südlich die S-Bahn-Haltestelle Europaplatz (ehem. Ausserholligen).

## Sanierung und Neubau
2012 wurde bekannt, dass das Freibad sanierungsbedürftig ist. Es entspricht nicht mehr den Gewässerschutzvorschriften und verliert einen Drittel des ihm zugeführten Wassers durch versickern. Mit Stand Juni 2019 wurde das Freibad jedoch immer noch nicht saniert und das Wasser floss nach wie vor ungereinigt, sprich samt dem Chlor, in den Wohlensee. Im Herbst 2020 stimmten die Stimmberechtigten über einen entsprechenden Baukredit über 48 Millionen Franken ab. Nachdem der Baukredit angenommen wurde, begannen die Sanierungsarbeiten. Die Wiedereröffnung wird für den 14. Mai 2022 geplant. Alternative Angebote wie Sandstrand mit Wasserspielen oder durchgehende Öffnung des Hallenbades während des Umbaus wurden geprüft.
Hallenbad und Eisbahn sollen komplett neu gebaut werden. Das Siegerprojekt "Central Park" sieht einen zweistöckigen Neubau vor, die jetzigen Anlagen sind rund 50 Jahre alt. Die Eishalle soll sich im unteren, die Schwimmhalle im oberen Stock sein. Die untere Etage wird deshalb als massiver Sockel aus Stahlbeton ausgeführt, das Obergeschoss in Holzbauweise. Durch Verkleinerung des Grundrisses soll auch mehr Freibläche für das Freibad gewonnen werden. Man rechnet durch das neue Wohnprojekt "Weyermannshaus West" zukünftig auch mit mehr Besuchern.

## Weyermannshaus West
Als Entwicklungsschwerpunkt (ESP) des Kantons Bern wollen die beiden Grundeigentümerinnen Post und Burgergemeinde Bern, zusammen mit der Stadt Bern, das Areal Weyermannshaus West realisieren. Dabei sollen bis zu 1000 Wohnungen entstehen.